# Männlichen
Männlichen är ett berg i kommunen Grindelwald i kantonen Bern i Schweiz. Det är beläget i Bernalperna, cirka 50 kilometer sydost om huvudstaden Bern. Toppen på Männlichen är 2 342 meter över havet. Berget är sammankopplat med gondolbanor till Wengen och Grindelwald.